# 北海道・本州間連系設備
北海道・本州間連系設備（ほっかいどう・ほんしゅうかんれんけいせつび）は、北海道と本州の間を結ぶ一連の直流電力供給設備で、電源開発送変電ネットワークが運用している。北本連系（きたほんれんけい）と略されており、こちらのほうが一般的な名称となっている。北海道・本州間電力連系設備とも呼ばれる。帰路電流は大地を流さない帰路常時導体方式が採用されている。併せて北海道電力ネットワークが運用する青函トンネルを利用した新北本連系設備（北斗今別直流幹線）についても記述する。

## 概要
日本全国には、連系線という電力会社相互の高電圧の送電線網が通じており、気温変動や予期せぬ発電所の停止などによる電力事情の逼迫を、電力の融通によって補う仕組み（会社間連系）ができ上がっている。
会社間連系は、発電所の建設が抑えられてコスト削減になる。特に北海道は冬に電力消費が多くなる傾向があるのに対し、本州は夏に電力消費が多くなる傾向があり、電力消費のピークとなる季節が一致しないため、この設備を利用する意味が生じる。一方、送電距離が長くなることや、交流と直流を変換（後述）するサイリスタによる電力ロスが発生するため、交流送電よりも効率の良い直流送電が採用されている。
北海道・本州間の連系設備の構想は、戦後、北海道産石炭の有効活用を図るため、北海道の火力発電所で発電した電力を本州へ送電する目的で構想が生まれたが、当時は交直変換技術が未熟であった上、石炭を本州へ運んで発電した方が安上がりとなる試算が出て立ち消えとなった。1960年代後半になると交直変換技術の目途が立ち、現代の目的に沿った本州と北海道間の連系構想が1971年に具体化。設備は1972年に建設が開始され、1979年12月に運用が開始された。
ケーブルを敷設することとなった北海道側海域は、コンブやホッケの好漁場であり、漁具により破損しないよう海岸から水深50mの間は、ケーブルを海底下1.5mに埋設する必要が生じた。また、函館交直変換所の敷地において縄文時代晩期の遺跡が発掘されたことにより、工事完了に時間を要した。
2019年3月には、北海道電力初となる直流連系設備により新たな経路で建設した北本連系設備が運転を開始し、送電能力が60万キロワットから90万キロワットに増加した。

## 運用
北海道電力ネットワークでは、一次変電所である西当別変電所を起点に、西野変電所・西双葉開閉所を経由し大野変電所へと至る「道央北幹線・道央西幹線・道南幹線」を連系線としており、主に泊発電所（原子力発電所）や知内発電所（火力発電所）で発電された余剰電力を東北電力ネットワークに供給できる態勢がとられている。なお、北海道電力ネットワークから供給された電力を東北電力ネットワークの送電網を通じて東京電力パワーグリッドなど他社へ供給する場合もあり、これを「振替供給」という。
津軽海峡をまたぐ区間については、条件が厳しい海底への敷設ということや、効率良く送電することが求められることから、直流送電を行っている。この直流送電を行うための一連の施設群が「北海道・本州間連系設備」であり、1979年（昭和54年）から運用が始まった。これにより、北海道のみ連系線から取り残されていたことによる電力供給の不安が緩和されたほか、北海道の余剰電力を道外に供給できるようになったことで、本州側から見た場合は連系線の強化につながることになった。
第1期連係
- 150MW , 125kV , 1200A：1979年12月運転開始

第2期連係
- 300MW (+150MW), 250kV（単極） ，1200A：1980年6月

第3期連係
- 600MW (+300MW), 250kV（双極） ，1200A：1993年3月

新ケーブル敷設：2014年12月

## 設備
北本直流幹線 （電源開発所有設備）

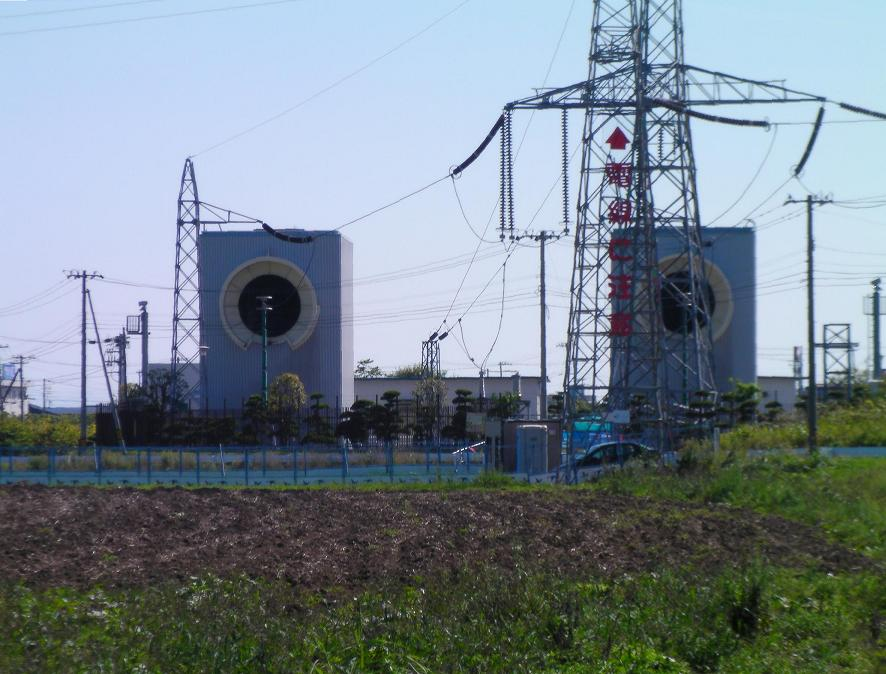
古川ケーブルヘッド（北海道函館市）

北海道側の亀田郡七飯町に函館変換所 (AC187kV/DC250kV) が、本州側の青森県上北郡東北町に上北変換所 (AC247kv/DC250kV) が設けられており、それぞれの施設にある（建設当時）世界最大級のサイリスタバルブを使用して交流と直流の変換が行われている。なお、電力品質を一定にするため、AFC（自動周波数制御）装置が設けられている。
両変換所から陸上の架空送電線（計124km）を経て津軽海峡を結ぶ海底ケーブルは、送電容量が電圧250kV・電流1200A、敷設長43km、敷設する海底深度（水深）が300mで、世界有数の規模である。
供給能力は、1979年の運用開始時は15万kWだったが徐々に増強され、現在は60万kWである。夏季に首都圏で発生する電力事情逼迫時には、60万kWフルでの送電が行われる。また、2012年12月10日にケーブルの増設が完了、同日使用を開始した。これにより、ケーブル4条体制となり、一条を損傷しても60万kWを送電できることになった。
- 容量 60万kW
- 架空送電線：124km
  - 北海道側：27km
  - 本州側：97km
- 地中送電線：43km : OFケーブル , 直流用XLPE ケーブル（CVケーブル）[11]

新北本連系設備（北斗今別直流幹線） （2019年3月28日運用開始：北海道電力所有設備）
総延長122km、北海道側の北斗変換所と本州側・今別変換所を結ぶ。北海道－本州間は青函トンネルを利用する。
- 容量 30万kW
- 架空送電線
  - 北海道側：77km（鉄塔205基）
  - 本州側：21km（鉄塔64基）
- 地中送電線：24km
- 交流電源がなくても直流交流変換が可能な自励式変換[14]

## 問題点と課題
電力自由化後、託送可能空き容量が逼迫していることが問題視されており、さらなる設備増強が検討されている。
2018年9月6日未明、北海道胆振東部地震により苫東厚真発電所が停止したことがきっかけで、全道に渡る停電が発生した。北海道電力では、日頃より不測の事態に備えて北海道・本州間連系設備で融通される枠の多くを空けていたが、停止した苫東厚真発電所の能力が融通枠を大きく超えることもあり、対応初期段階において、連系設備を十分に機能させることができなかった。

## 事故
2011年4月7日に、東北地方太平洋沖地震の余震により送電が停止した。その影響で泊発電所などの道内の複数の発電所が、周波数上昇を防ぐため出力を下げて運転した。2011年4月8日夜、最大送電能力60万kwのうち、30万kW分の運転を再開し、残る30万kW分も4月9日に再開した。それ以降、60万kWを東北電力・東京電力にフル送電していた。
2012年1月25日、3本ある海底送電ケーブルのうち1本が損傷、一時的に全ての送電が停止された。まもなく2本の送電は再開され、30万kWの送電能力が復活したが、託送分を除いた20万kW分の電力融通しかできなくなった。船舶の錨が引っかかったのが原因とみられる。同年4月6日に一時的に60万kWの電力融通が復活したものの、同日に道内陸上部において油漏れが発覚して30万kWしか融通できない状態になり、翌4月7日には、青森県下北郡佐井村内で発生した送電線トラブルで全く送電できない状態になったものの、これらの復旧と併せ、同年4月9日にようやく全面復旧した。